# Bee Gees First Hits Vol. 2
A  Bee Gees First Hits Vol. 2 című lemez a Bee Gees  együttes 1960-as években keletkezett dalaiból kiadott válogatáslemez. A lemez zenei anyaga megegyezik a The Bee Gees lemez első lemezével.

## Az album dalai
1. Spicks & Specks (Live)  (Barry Gibb) – 2:43
2. Monday's Rain (Barry Gibb) – 3:00
3. Tomorrow Tomorrow (Barry és Maurice Gibb) – 3:55
4. Where Are You (Maurice Gibb) – 2:04
5. Jingle Jangle (Barry Gibb) – 2:12
6. How Many Birds (Barry Gibb) – 1:59
7. Tint Of Blue (Barry és Robin Gibb) – 2:08
8. Second Hand People  (Barry Gibb) – 2:05
9. Playdown (Barry Gibb) – 2:54
10. I Don't Know Why I Bother With Myself (Robin Gibb) – 2:48
11. Big Chance (Barry Gibb) – 1:43
12. Born A Man (Barry Gibb) – 3:13
13. Glass House (Barry Gibb) – 1:58
14. First Of May  (Barry, Robin és Maurice Gibb) – 2:48
15. Red Chair Fade Away  (Barry és Robin Gibb) – 2:17
16. Turn Of The Century (Barry és Robin Gibb) – 2:25

## Közreműködők
- The Bee Gees